# لارس نیلسن
لارس نیلسن (انگلیسی: Lars Nielsen؛ زادهٔ ۳ نوامبر ۱۹۶۰) قایقران روئینگ اهل دانمارک است.